# Рајко Касагић
Рајко Касагић (Разбој Лијевчански, 15. октобар 1942) српски је политичар и бивши председник Владе Републике Српске.

## Биографија
Рођен је 15. октобра 1942. у Разбоју, општина Србац. Завршио је Правни факултет у Београду 1970. године. На Правном факултету у Бањој Луци магистрирао је 1987. одбраном рада Мане робе, а докторирао на Правном факултету у Нишу 1999. одбраном тезе Арбитражно рјешавање међународних трговинских спорова. Био је запослен у привредним друштвима „Радник“, Босанска Градишка, и „Јелшинград“, Бања Лука. За повременог судију Суда удруженог рада БиХ биран је у два мандата. Послије првих вишестраначких избора, изабран је за посланика у Скупштини СРБиХ, а затим у Народној скупштини Републике Српске. Био је секретар Секретаријата за инспекцијске послове Општине Бања Лука, предсједник Извршног одбора Општине Бања Лука и предсједник Владе Републике Српске (16. октобар 1995 – 18. мај 1996).  У току свог мандата је био члан Српске демократске странке. На Економском факултету у Бањој Луци биран је у звања доцента (2000), ванредног (2005) и редовног професора (2011). Био је ангажован и на Високој школи „Бања Лука колеџ“, затим на Економском факултету у Брчком Универзитета у Источном Сарајеву и на Интернационалном универзитету у Травнику, гдје обавља дужност ректора од 2020. године. Аутор је седам универзитетских уџбеника.